# Berotha baminana
Berotha baminana är en insektsart som beskrevs av C.-k. Yang och Liu 1999. Berotha baminana ingår i släktet Berotha och familjen Berothidae. Inga underarter finns listade i Catalogue of Life.